# Wygonowo
Wygonowo – wieś w Polsce położona w województwie podlaskim, w powiecie bielskim, w gminie Boćki. Leży nad rzeką Leśną.
Od 1926 we wsi stoi pomnik powstańców styczniowych.
W latach 1975–1998 miejscowość administracyjnie należała do województwa białostockiego.
Według Powszechnego Spisu Ludności z 1921 roku wieś zamieszkiwało 267 osób, wśród których 245 było wyznania rzymskokatolickiego, 17 prawosławnego a 5 mojżeszowego. Jednocześnie 264 mieszkańców zadeklarowało polską przynależność narodową, a 3 białoruską. Było tu 50 budynków mieszkalnych.
Wierni kościoła rzymskokatolickiego należą do parafii św. Józefa Oblubieńca w Boćkach.